# Bernard Laidebeur
Bernard Laidebeur, född 11 juli 1942 i Paris, död den 21 april 1991 i Paris, var en fransk friidrottare.
Laidebeur blev olympisk bronsmedaljör på 4 x 100 meter vid sommarspelen 1964 i Tokyo.